# اختيار (خوارزمية)
اختيار (بالإنجليزية: Selection)‏، وهي المرحلة الثانية من العملية الخوارزمية وتعني اختيار وتحديد المطلوب من عدة خيارات وأوامر أخرى، وقد يتم الاختيار استناداً لمعايير مختلفة.

## المعنى اللغوي
وفي اللغة هي من التخيير بين الشيئين، واختار الشيء انتقاه واصطفاه وفضله على غيره.

## وصف العملية
وعملية الاختيار: هي عملية عقلية تماماً لا تدخل لشيء آخر إلاّ أن البعض يستعمل بعض الأساليب الأخرى عندما تكون الاختيارات محيرة فقد يلجأ للقرعة أو استعمال بعض الحيوانات في الاختيار.
والطريقة العلمية للاختيار هي عن طريق التجريب على كل الخيارات المتاحة، واختيار أفضلها.
وذلك إما بالاختبارات المعملية على الخيارات المادية أو باختبارات الجمل الشرطية في الخيارات البرمجية والخوارزمية.